# Aeroportul São Félix do Araguaia
Aeroportul São Félix do Araguaia (IATA: SXO, ICAO: SWFX) este un aeroport din Mato Grosso, Brazilia ce deservește zona São Félix do Araguaia. Aeroportul a fost tranzitat în 2022 de 199 de pasageri. A fost numit după zona deservită.
Situat la o altitudine de 198 m, aeroportul dispune de 1 pistă.

## Infrastructură

### Piste
Aeroportul dispune de o singură pistă. Pista 12/30 are suprafața de loam[*] și dimensiunile 1.100 m × 25 m. 